# Campionati europei di ciclismo su pista 2023 - Corsa a eliminazione femminile
La corsa a eliminazione femminile ai Campionati europei di ciclismo su pista 2023 si svolse il 9 febbraio 2023 presso il Velodrome Suisse di Grenchen, in Svizzera.

## Risultati
| Pos. | Atleta             | Nazione       |
| ---- | ------------------ | ------------- |
| 1    | Lotte Kopecky      | Belgio        |
| 2    | Valentine Fortin   | Francia       |
| 3    | Maike van der Duin | Paesi Bassi   |
| 4    | Elinor Barker      | Gran Bretagna |
| 5    | Lea Lin Teutenberg | Germania      |
| 6    | Patrycja Lorkowska | Polonia       |
| 7    | Laura Rodríguez    | Spagna        |
| 8    | Michelle Andres    | Svizzera      |
| 9    | Ksenija Fedotova   | Ucraina       |
| 10   | Mia Griffin        | Irlanda       |
| 11   | Argiro Milaki      | Grecia        |
| 12   | Alžbeta Bačíková   | Slovacchia    |
| 13   | Rachele Barbieri   | Italia        |
| 14   | Barbora Němcová    | Rep. Ceca     |
| 15   | Leila Gschwentner  | Austria       |
| 16   | Maria Martins      | Portogallo    |